# بزرگراه میان‌ایالتی ۲۹
بزرگراه میان ایالتی ۲۹ (به انگلیسی: Interstate-29، مخفف:I-29) یکی از بزرگراه‌های میان ایالتی آمریکاست. که مسیر شمالی-جنوبی داشته و زیرمجموعه دارد.